# Stefan Jedele
Stefan Jedele (* 5. Februar 1954 in Stuttgart; † 12. Dezember 2022) war ein deutscher Fernsehproduzent und Programmdirektor von RTL II und Super RTL.

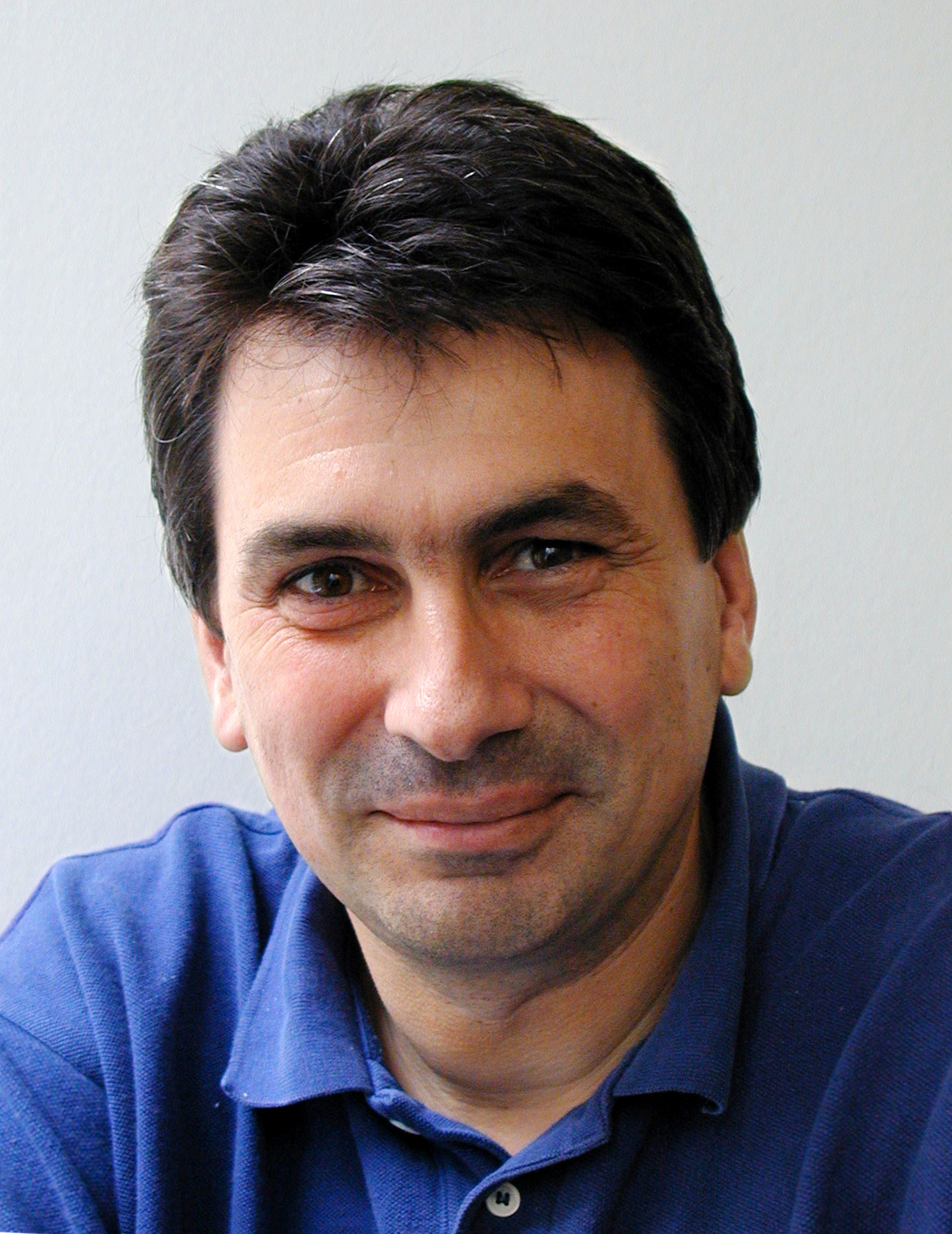
Stefan Jedele (2004)

## Werdegang
Stefan Jedele wuchs in Grünwald auf und studierte nach dem Abitur an der Ludwig-Maximilians-Universität München. Sein Studium schloss er als Diplom-Kaufmann und Dr. phil. ab. Während des Studiums arbeitete er in München und Los Angeles für Film und Fernsehen, unter anderem im Schneideraum für Billy Wilder.
1981 kehrte er der Münchener Film- und Fernseh-Landschaft den Rücken und wurde Wirtschaftsredakteur der Frankfurter Allgemeine. Ab 1986 leitete er die Programmplanung von Sat.1. 1988 wurde er von RTL abgeworben und baute als Geschäftsführer RTL Nord als erstes Regionalprogramm des Senders RTL auf. RTL-Geschäftsführer Helmut Thoma beauftragte Jedele mit der Konzeption von RTL 2 (1992) und Super RTL (1994). Für beide Sender war er als Programmdirektor tätig.
Ende der 1990er Jahre wurde Jedele Produzent und entwickelte mit der „Straßenfeger TV“ mehrere TV-Formate hauptsächlich für die RTL Group.
Von 2005 bis 2012 war Jedele zusammen mit Barbara Schüßler Produzent von Upps! – Die Pannenshow bei Super RTL und Upps! - Die Super-Pannenshow bei RTL Television. Weitere Produktionen waren Voll total, Witzig, spritzig: Die besten Werbeknaller der Welt und Natascha Zuraw.
Seit 2012 arbeitete Jedele als Senior Manager für ProSiebenSat.1 vor allem im Bereich Reality-TV. Seit 2014 war er als Geschäftsführer der broadlight GmbH tätig.
Stefan Jedele ist der Sohn Helmut Jedeles, des ehemaligen Fernsehdirektors des Süddeutschen Rundfunks. Er selbst hatte drei Söhne und lebte in Köln.